# Dryadella albicans
Dryadella albicans är en orkidéart som först beskrevs av Carlyle August Luer, och fick sitt nu gällande namn av Carlyle August Luer. Dryadella albicans ingår i släktet Dryadella och familjen orkidéer. Inga underarter finns listade i Catalogue of Life.